# Florin Zalomir
Florin Gelu Zalomir (ur. 21 kwietnia 1981 w Jassach, zm. 3 października 2022 w Otopeni) – rumuński szablista, srebrny medalista olimpijski i trzykrotny medalista mistrzostw świata.
Walczył prawą ręką. W 2000 roku zdobył srebrny medal indywidualnie na mistrzostwach świata juniorów w South Bend.
Podczas igrzysk olimpijskich w Londynie w 2012 roku Rumuni w składzie: Tiberiu Dolniceanu, Rareș Dumitrescu, Alexandru Sirițeanu i Florin Zalomir zdobyli srebrny medal w zawodach drużynowych. Na tej samej imprezie zajął też siedemnaste miejsce indywidualnie.
Na mistrzostwach świata w Nîmes w 2001 roku razem z kolegami z reprezentacji zdobył brązowy medal w zawodach drużynowych. Podczas rozgrywanych osiem lat później mistrzostw świata w Antalyi w 2009 roku wspólnie z Rareșem Dumitrescu, Tiberiu Dolniceanu i Cosminem Hănceanu zdobył drużynowo złoty medal. Wynik ten Rumuni z Zalomirem w składzie powtórzyli na mistrzostwach świata w Paryżu w 2010 roku.
Na mistrzostwach Europy w Izmirze (2006) zdobył złoto drużynowo i brąz indywidualnie. Zdobył również srebrne medale drużynowo na mistrzostwach Europy w Płowdiwie (2009) i mistrzostwach Europy w Legnano (2012).
Zalomir z zawodu był policjantem. Był dwukrotnie żonaty, z pierwszego małżeństwa miał córkę. Popełnił samobójstwo 3 października 2022 roku w swoim domu w Otopeni.